# Twenty One Pilots
Ne doit pas être confondu avec Twenty One Pilots (album).
Twenty One Pilots (stylisé twenty øne piløts, parfois abrégé TØP) est un groupe de pop rock américain, originaire de Columbus dans l'Ohio. Il est, à ses débuts en 2009, composé de Tyler Joseph (chant, claviers), Nick Thomas (guitare, basse) et Chris Salih (percussions). Ces deux derniers quittent le groupe en 2011 et Salih est remplacé sitôt après par Josh Dun. C'est en duo que le groupe accède à la notoriété, dès 2012. En 2017, ils gagnent un Grammy Awards pour leur performance sur leur titre Stressed Out.
Après deux albums autopubliés, Twenty One Pilots (2009) et Regional at Best (2011), le duo s'engage en 2012 avec le label Fueled by Ramen. Consécutif à Vessel (2013) et sa réception modeste, Blurryface (2015) est un succès international, devenu l'album de rock le plus vendu des années 2010, propulsé notamment par les hits Stressed Out et Ride. En 2016, le groupe signe un nouveau tube planétaire avec Heathens, single principal de la bande originale du film Suicide Squad. Après une pause d'un an, le duo revient avec l'acclamé Trench (2018) puis profite de la pandémie de Covid-19 pour écrire Scaled and Icy (2021). Annoncé en février 2024 et présenté comme la conclusion du récit de Trench, le septième album du groupe, Clancy, sort en mai 2024. Un huitième album est cependant annoncé un an après, en mai 2025 : Breach, qui viendra officiellement terminer cet arc de cinq albums-concept.
En 2022, les Twenty One Pilots ont vendu plus de 10 millions de disques de par le monde et totalisent plus de 12,3 milliards de streams sur Spotify,.

## Biographie

### Formation et débuts (2009-2013)
Le groupe se forme en 2009 à Columbus, dans l'Ohio, par trois camarades de lycée : Tyler Joseph (qui, en solo, a déjà sorti un album, No Phun Intended), Nick Thomas et Chris Salih.

Tyler Joseph attribue au groupe son nom en s'inspirant de l'ouvrage All My Sons (1947) d'Arthur Miller, une pièce de théâtre racontant l'histoire d'une famille de banlieue américaine dont le père, Joe Keller, directeur d'usine, a provoqué le crash et la mort de 21 pilotes (d’où « Twenty One Pilots ») durant la Seconde Guerre mondiale à la suite d'une livraison de culasses d'avion défectueuses,. La pièce est marquée par un dilemme cornélien, où Keller doit choisir entre perdre son entreprise et son argent en rappelant les pièces défectueuses, ou en les livrant malgré tout. Cette décision entraîne la disparition de ses deux fils — le premier se tue pendant la guerre, et le second le renie — et pousse Keller au suicide. Joseph explique que la morale de l'histoire, ce dilemme entre le choix de la facilité ou de ce qui est juste, et le fait que chaque décision a de lourdes conséquences, a inspiré le nom du groupe :
« Nous sommes constamment confrontés à des décisions. La plupart du temps, les bonnes décisions demandent plus de travail, il faut plus de temps pour en voir les bénéfices ; c'est le chemin le plus long. On sait que pour atteindre le point où on veut être et faire ce que l'on souhaite, on doit parfois faire ce qu'on n'a pas envie de faire. Cela demande beaucoup de travail, et le nom du groupe nous le rappelle constamment. »,
Le logo du groupe, lui, est créé par Mark Eshleman, directeur artistique et ami de longue date du groupe,.
Le 29 décembre 2009, Twenty One Pilots offre au public un premier album, Twenty One Pilots, et se lance dans une tournée à travers l'Ohio. La même année sort Johnny Boy EP qui comprend 6 chansons, dont Time to say goodbye.
Au milieu de l'année 2011, Nick Thomas et Chris Salih quittent le groupe par manque de temps. Joshua Dun, ancien batteur live de House of Heroes, les rejoint. Le deuxième album ou le mixtape, Regional at Best, sort le 8 juillet 2011, composé uniquement par Joseph et Dun. L'album s'accompagne d'un CD gratuit distribué au New Albany High School. En novembre 2011, ils jouent un concert à guichet fermé au Newport Music Hall de Columbus, attirant l'attention d'une douzaine de labels. Le groupe décide finalement de signer au label Fueled by Ramen d'Atlantic Records.

### Vesselet débuts télévisés (2012-2014)

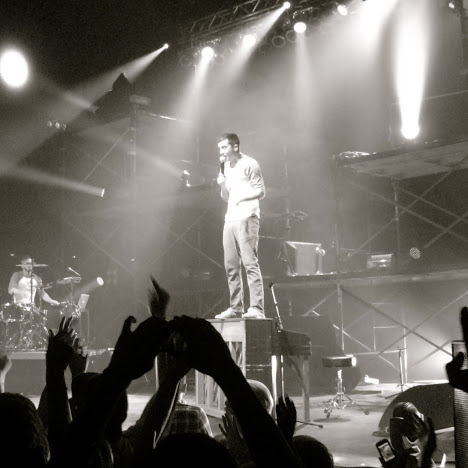
Twenty One Pilots sur scène en 2012.

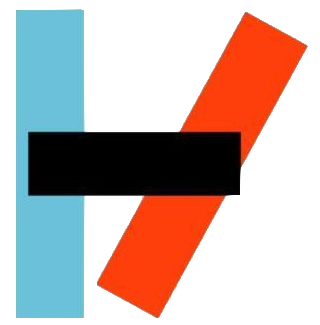
Logo de Twenty One Pilots pour l'album Vessel.

En avril 2012, lors d'un concert à guichet fermé au Lifestyle Communities Pavilion, ils annoncent leur signature avec le label Fueled by Ramen, filiale du groupe Warner Music qui collabore avec des artistes tels que Fall Out Boy ou Panic! at the Disco. Le 17 juillet 2012, ils publient leur premier album chez Fueled by Ramen, un EP de trois chansons intitulé Three Songs. En août 2012, ils embarquent dans une brève tournée avec Neon Trees et Walk the Moon. Ils collaborent avec Greg Wells (en), producteur d'Adele et Katy Perry, pour leur premier album studio, Vessel,. Il est publié le 8 janvier 2013 et atteint la 58e place du Billboard 200, la 42e place des Digital Albums, la 17e place des Internet Albums, la 15e place des Rock Albums, et la 10e des Alternative Albums.
Le 12 novembre 2012, le groupe publie la vidéo de la chanson Holding On to You sur YouTube. En 2013, les clips de Guns for Hands et Car Radio sont publiés les 7 janvier et 19 avril, respectivement. En mai 2013, Fall Out Boy annonce tourner aux côtés de Twenty One Pilots au Save Rock and Roll Arena Tour. Le 8 août 2013, Twenty One Pilots jouent House of Gold. Le 24 décembre 2013, pendant le réveillon de Noël, Tyler Joseph chante la chanson O come, O come, Emmanuel au Five14's Christmas With the Stars de New Albany, dans l'Ohio. Le clip de la chanson est publié sur YouTube le 14 février 2014. Le 31 décembre, le clip de la chanson Truce est publié sur YouTube.

### Montée etQuiet Is Violent Tour(2014)
Le 17 mars 2014, le groupe joue aux mtvU Woodie Awards durant le SXSW. Au commencement de la nouvelle année, le groupe participe à plusieurs événements comme les festivals de Lollapalooza, Bonnaroo, Boston Calling, et Firefly. Le 13 avril 2014, Twenty One Pilots joue Car Radio aux MTV Movie Awards 2014. Le 28 avril, le groupe joue Car Radio au Late Night with Seth Meyers. Le 31 décembre 2014, le groupe publie le clip de Ode to Sleep.

### Blurryface(2015-2017)

Logo de Twenty One Pilots pour l'album Blurryface.

Le 16 mars 2015, le groupe annonce la sortie de Blurryface pour le 19 mai. Ils publient aussi leur premier single, Fairly Local. Leur second single de l'album, Tear in My Heart, est publié le 5 avril 2015. Le 28 avril, Stressed Out, le troisième single de l'album, est publié. Le clip atteint plus de 2 milliards de vues sur YouTube.
Blurryface est finalement publié deux jours avant sa sortie officielle, le 17 mai 2015. L'album compte 14 chansons. Il s'écoule à 134 000 exemplaires la première semaine et plus de 300 000 par la suite. Cet album atteint la première place du Billboard 200.

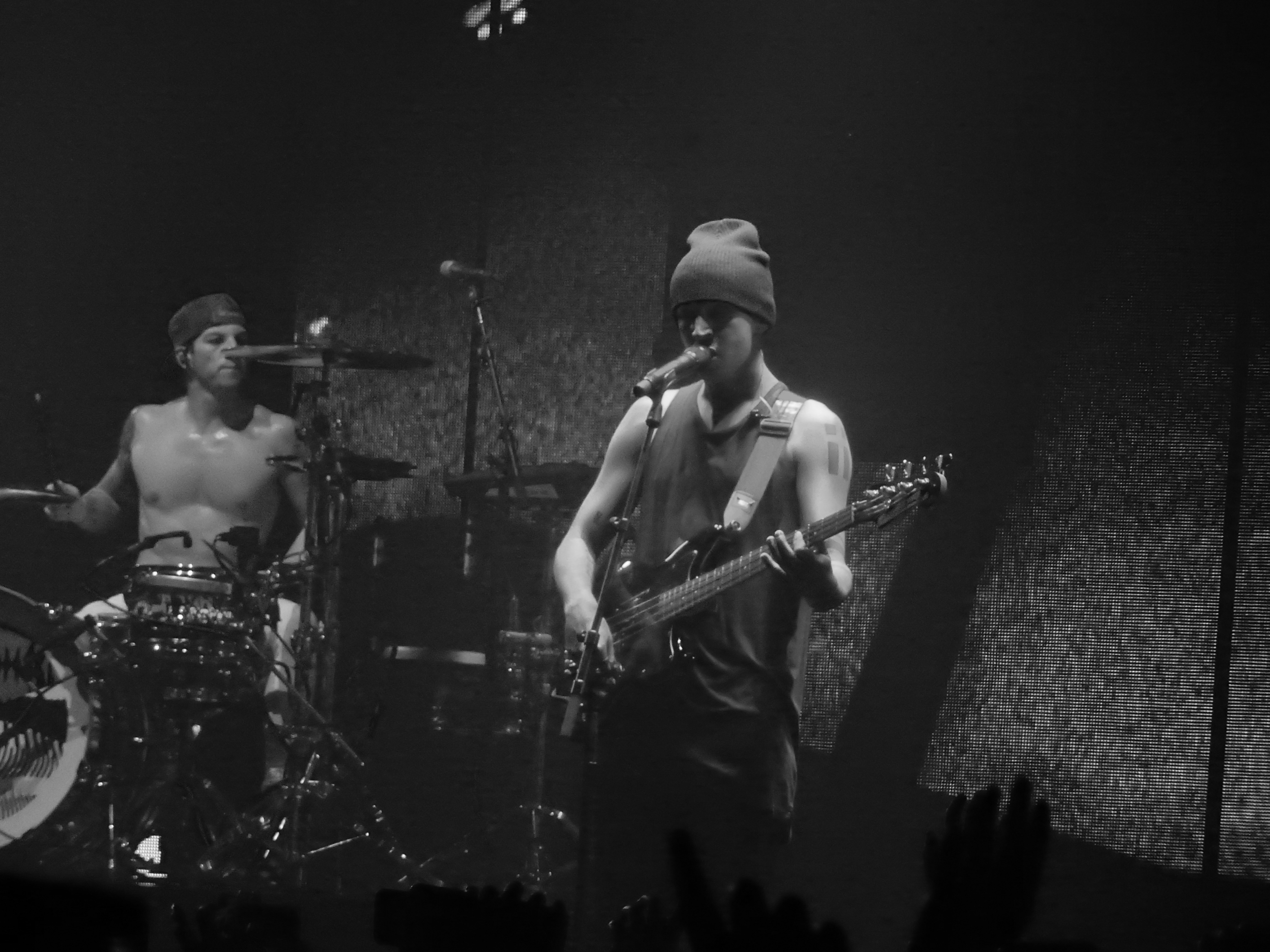
Twenty One Pilots en concert à Londres en 2016.

Le groupe lance la tournée mondiale le « Blurryface World Tour » le 11 mai 2015 à Glasgow, en Écosse. La tournée passe par les États-Unis, le Canada, l'Australie, l'Asie du sud-est, le Japon et l'Europe. Le 9 mai 2016, le groupe annonce sur sa page Facebook une deuxième prolongation de sa tournée mondiale, après en avoir effectuée une première en novembre 2015.
En 2016, le groupe sort le single Heathens, pour le film Suicide Squad et l'album du même nom. La même année, ils publient le titre Cancer, qui reprend le titre de même nom du groupe My Chemical Romance.
Le 3 février 2017, le groupe publie le clip vidéo de Heavydirtysoul. Le 5 et 7 février 2017, le groupe annonce la fin de l'ère Blurryface avec le dernier épisode de leur série Sleepers Chapter sur YouTube.

### Trench(2018-2021)

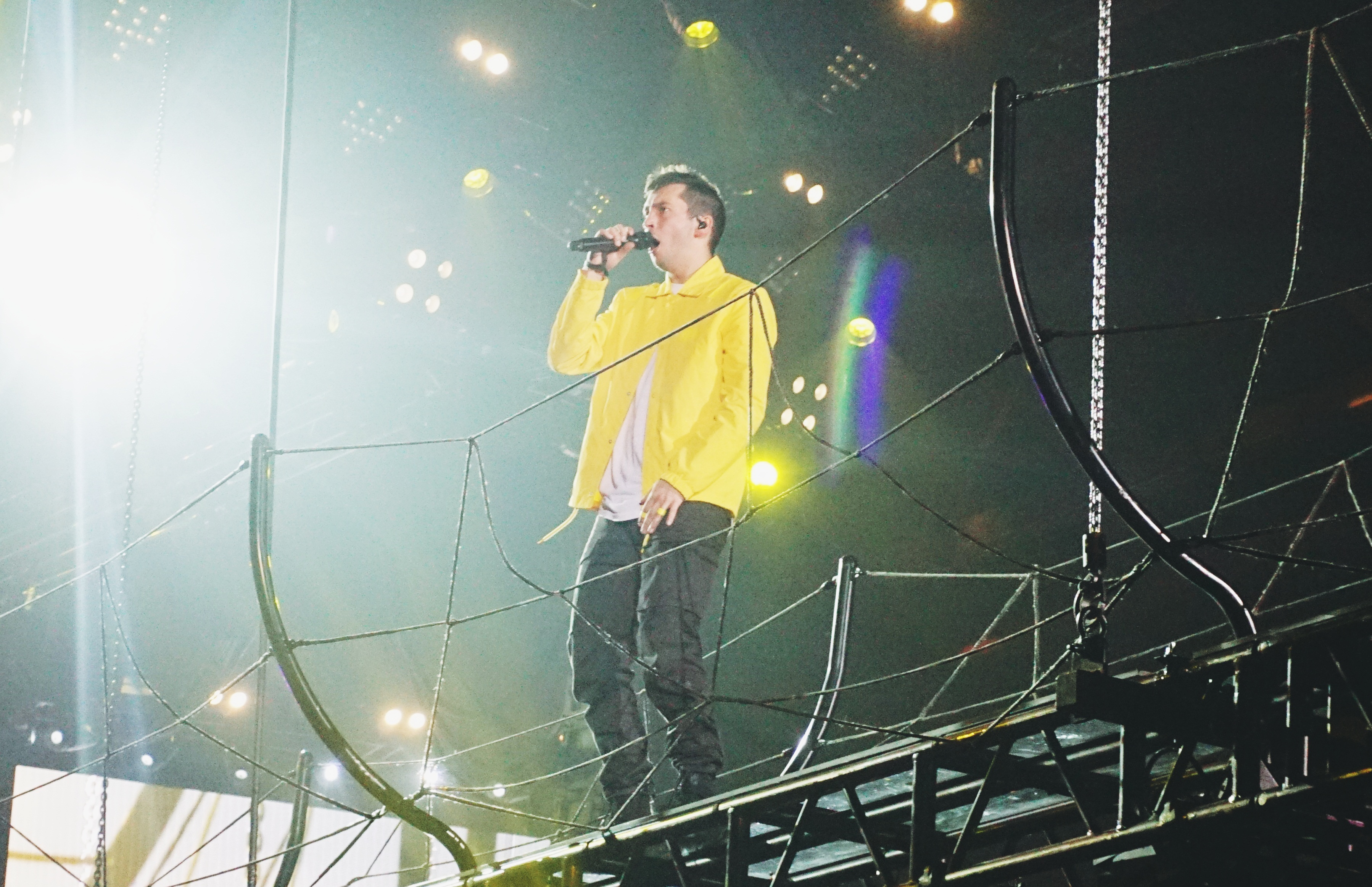
Tyler Joseph durant le Bandito Tour en 2019 à la Resorts World Arena, Birmighan.

Le 11 juillet 2018, le groupe poste sur YouTube le clip vidéo de la chanson Jumpsuit et une version audio de Nico and The Niners. C'est la première manifestation du groupe après plus d'un an d'interruption, pause remise en cause par le chanteur lui-même dans le clip Jumpsuit « We've been here the whole time. You were asleep, time to wake up. ». Dans la foulée, le groupe annonce la sortie de son cinquième album studio Trench prévue le 5 octobre 2018 et le « The Bandito Tour »: une tournée mondiale. Ce nouvel album confirme le succès du groupe. En septembre 2018, ils sont acclamés par le public lorsqu'ils font leur grand retour sur scène dans la célèbre salle de concert de Londres: la Carling Brixton Academy.

Le logo de Twenty One Pilots pour Trench.

En 2020, pendant le confinement, le groupe publie une chanson sur la quarantaine, intitulée Level of Concern. Il lance par ailleurs sur YouTube le Never-Ending Music Video, une diffusion du titre lancée depuis le 22 juin 2020. Ce clip a été accompagné d'un nouveau site web. Celle-ci se termine le 17 décembre après une vidéo humoristique du batteur du groupe, dans laquelle il débranche accidentellement le serveur qui gardait le direct actif pour alimenter son sapin de noël. La vidéo est devenue le clip vidéo le plus long de l'histoire et la vidéo la plus longue de la plateforme YouTube bien que sa rediffusion ne soit disponible.
La même année, le groupe sort un single de Noël, le 8 décembre, Christmas Saves the Year qui parle de noël pendant la pandémie.

### Scaled and Icy(2021-2023)

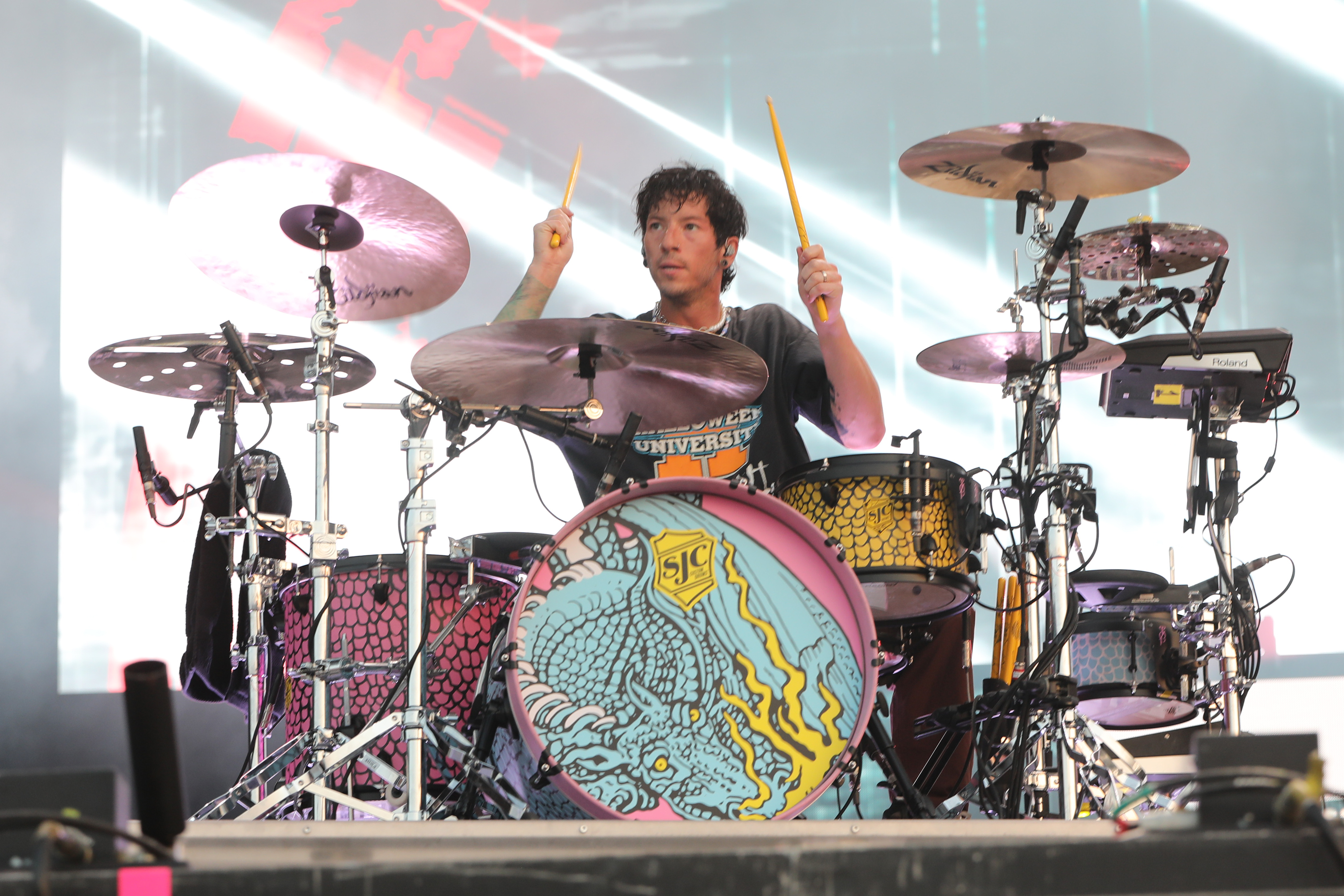
Le batteur Josh Dun durant le concert du groupe au Southside Festival, le 19 juin 2022. Sur la grosse caisse est présente l'illustration de pochette de Scaled and Icy.

Le sixième album studio du duo, Scaled and Icy, est sorti le 21 mai 2021. Le nom de l'album est une anagramme, qui énonce « Clancy is dead » (soit « Clancy est mort » en français), ainsi qu'un jeu de mots avec l'expression « scaled back and isolated », écrite par Tyler Joseph. Le 4 mars 2019, cinq mois après la sortie de leur cinquième album studio Trench, le groupe a confirmé qu'ils travaillaient sur leur prochain album studio. À propos du thème possible, Joseph a déclaré: « Il y a un personnage dont on n'a encore parlé sur aucun disque qui joue un rôle énorme dans le récit dont il faudra évidemment parler et c'est probablement là où nous allons ensuite ».[réf. souhaitée]
En novembre 2020, Josh Dun a révélé qu'ils travaillaient toujours « à distance » sur l'album, les deux membres se trouvant dans des endroits différents. Il décrit le processus d'enregistrement : « nous avons tous les deux nos propres studios, ce qui est vraiment bien, alors il propose beaucoup de trucs dans son studio, me les envoie, puis je propose des trucs ici dans mon studio puis je lui renvoie". Ils ont commencé à teaser la nouvelle ère du groupe en janvier 2021.

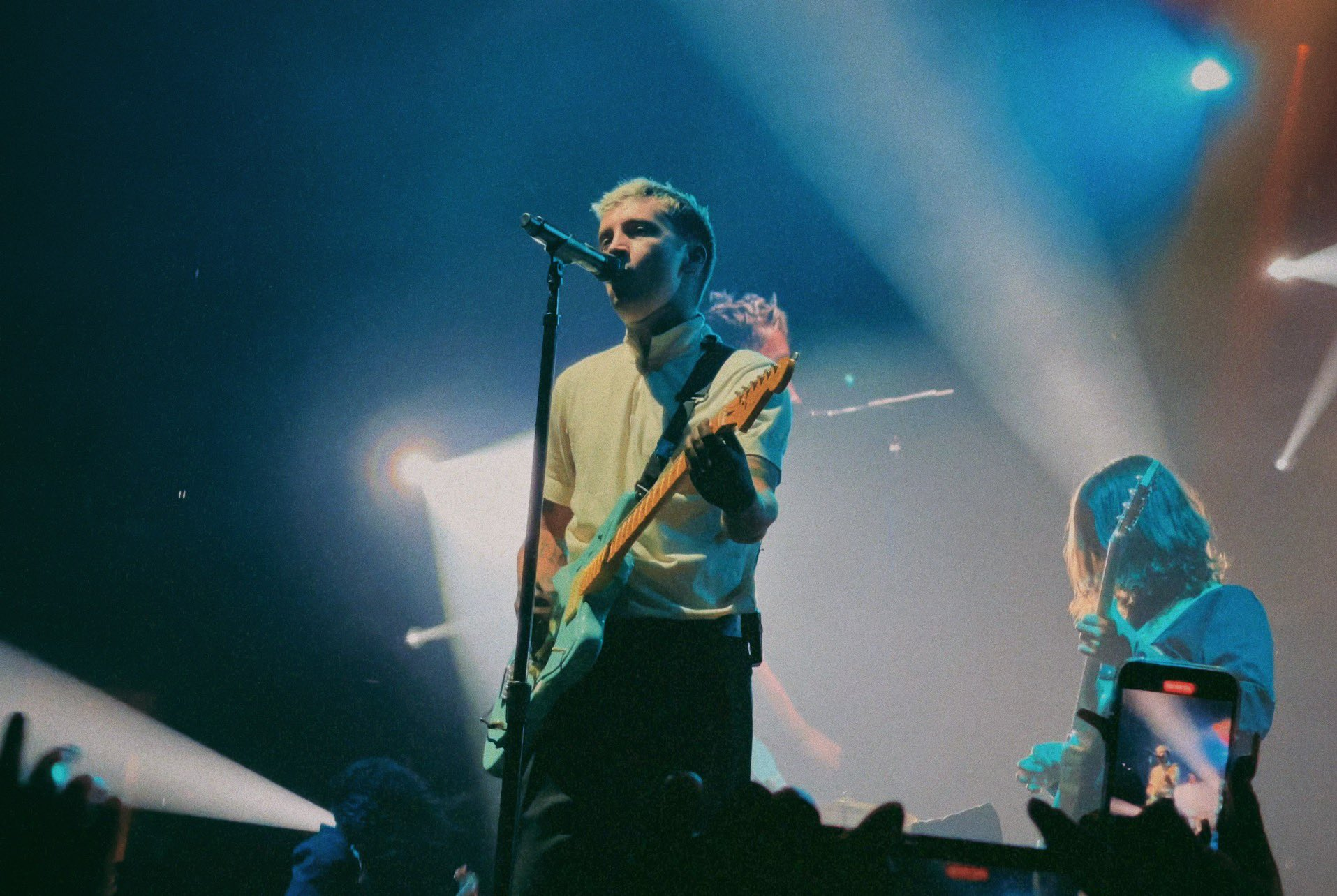
Tyler Joseph durant le Takeover Tour à Denver en 2021.

L'album a été annoncé pour la première fois le 6 avril 2021 via dmaorg.info, un site Web que le groupe utilise pour partager ses nouveautés, via une affiche comprenant le texte « New Album and Livestream Experience ». Le premier single Shy Away est sorti le même jour, accompagné d'un clip. Le deuxième single de l'album, Choker, est sorti le 30 avril 2021, aux côtés d'un clip. Le troisième single de l'album, Saturday, est sorti le 18 mai 2021. Le groupe a annoncé un concert en direct quelques jours avant la sortie de Shy Away, qui a eu lieu le 21 mai 2021, coïncidant avec la sortie de l'album,.

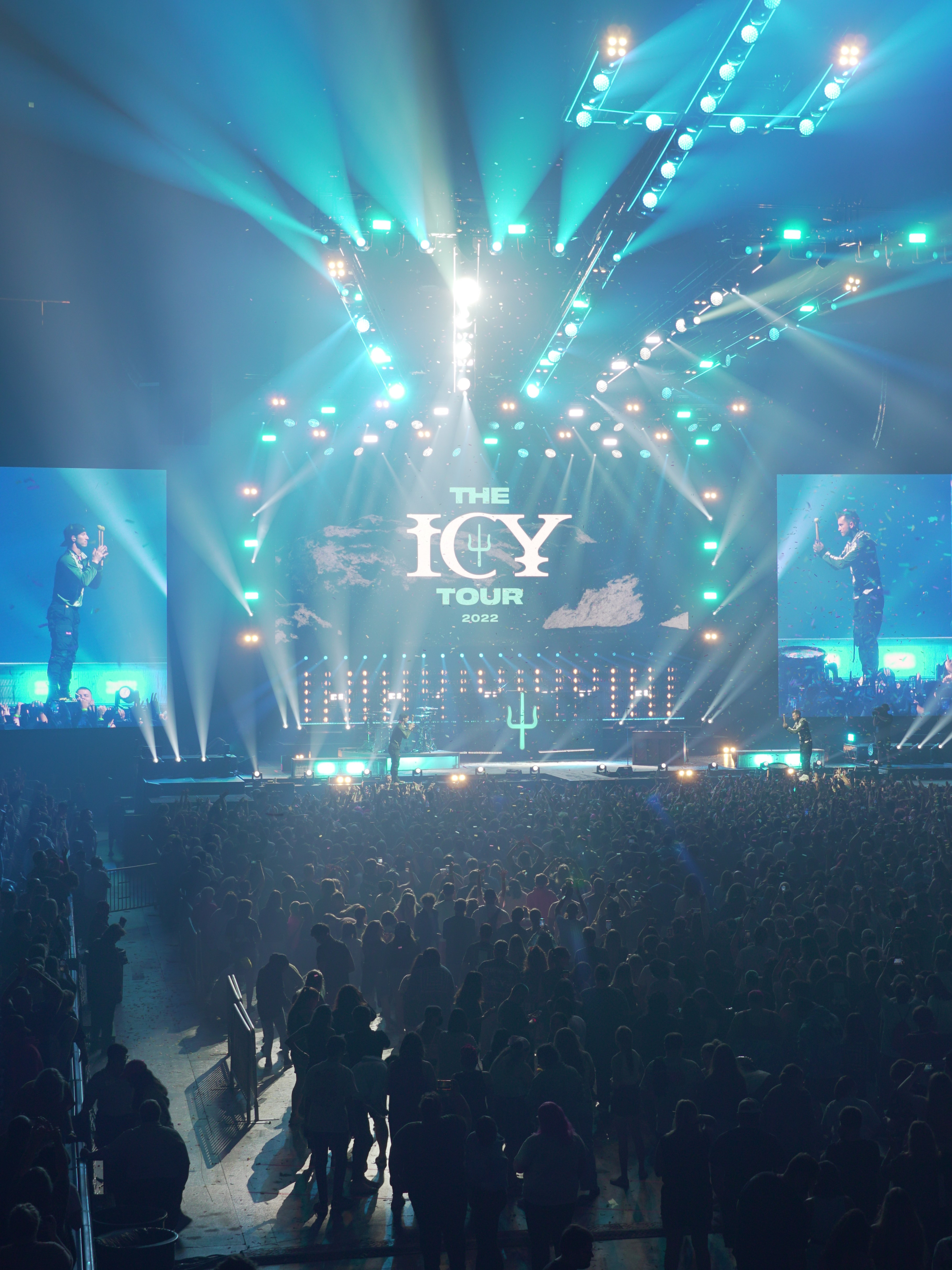
Tyler Joseph et Josh Dun durant le Icy Tour à Saint-Louis, le 20 septembre 2022.

Le Livestream Experience, décrit comme « couvrant toute la carrière » du groupe, comprend des performances de chansons de Scaled and Icy, ainsi que des albums précédents. L'achat d'un billet pour le livestream a fourni aux fans une expérience de pré-spectacle de six semaines avec un accès exclusif à des variantes de marchandises et d'albums[réf. souhaitée]. Dans une vidéo promotionnelle, Josh Dun a comparé l'accès avant le spectacle à l'expérience comme faire la queue avec d'autres fans avant le début d'un concert.
Le 21 septembre 2021, le groupe entame le Takeover Tour (en); une tournée qui débute à Denver avec plusieurs dates de concerts dans 7 villes dont 6 sur le continent américain ainsi qu'une série de concerts à Londres avec le dernier concert le 25 juin 2022.
Le 19 mai 2022, le Livestream Experience est porté dans plusieurs cinéma du monde sous le titre Twenty One Pilots Cinema Experience. Le film comporte également vingt minutes de contenu exclusif, le tout remastérisé pour le cinéma,,.
Le 18 août 2022, deux mois après le Takeover Tour, le groupe commence une nouvelle tournée du nom de The Icy Tour (en) à Saint-Paul dans le Minnesota et qui finira le 22 décembre 2022 à Seattle.

### ClancyetBreach(depuis 2023)
Le 8 janvier 2023, le groupe fête les 10 ans de l'album Vessel en faisant un live de 3 h en direct sur leur chaîne Youtube, partageant d'anciennes photos et vidéos ainsi qu'en interprétant les titres de l'album au ukulélé. Le groupe récolte durant ce live la somme de 45 000 $ pour l'association Make-A-Wish.
Le 15 février 2024, les couvertures d'album de Vessel, Blurryface, Trench et Scaled and Icy sont mises à jour sur les plateformes de streaming ; des morceaux de ruban adhésif rouge recouvrent une partie des images. Ces changements laissent alors penser aux fans que le groupe prépare un nouvel album,.

Le logo du groupe pour l'album Clancy, qui revient après avoir été supplanté par un saï pour Scaled and Icy.

Le 22 février 2024, une vidéo, intitulée, I Am Clancy, est mise en ligne sur leurs réseaux sociaux, dans laquelle Tyler Joseph narre l'histoire d'un personnage, Clancy, poursuivant l'histoire des albums précédents, en anticipation du prochain album.
Le 29 février, le groupe annonce sur Twitter la sortie de leur album à venir, intitulé Clancy, initialement prévue pour le 17 mai 2024, en dévoilant sa pochette. Quelques semaines plus tard, Joseph annonce officiellement le souhait du groupe de tourner un clip pour chaque piste de l'album conduisant sa date de sortie à être repoussée d'une semaine, au 24 mai 2024.
Le même jour que l'annonce de Clancy, son premier single est révélé, intitulé Overcompensate. Le deuxième single, Next Semester, est sorti le 27 mars 2024. Le troisième, Backslide, est sorti le 25 avril 2024. L'album est sorti le 24 mai 2024.
Le groupe annonce par ailleurs sa tournée mondiale, The Clancy World Tour afin de promouvoir l'album. Elle débute le 15 Août 2024 à Denver, se termine le 14 mai 2025 à Londres et prévoit en tout 60 représentations.
En 2024, le groupe participe à la bande originale de la série d'animation Arcane diffusé sur Netflix avec la musique The Line,.
Le 21 mai 2025, alors que le Clancy World Tour s'est achevé depuis six jours et pour fêter les dix ans de Blurryface, le groupe annonce la sortie d'un nouvel album, Breach, prévu pour septembre et qui viendra réellement conclure le récit de Clancy. Un premier single, The Contract est annoncé pour le 12 juin 2025,.

## Style musical
La musique de Twenty One Pilots est souvent décrite comme du rock ou du hip-hop alternatif. Aux États-Unis, certains fans définissent même leur style comme de la « pop schizophrène » ou du « ukulélé screamo » de par l'éclectisme de leurs inspirations musicales,. Les trois premiers albums du groupe sont considérés comme apparentés au genre post-emo (en), dans le sillage de groupes comme My Chemical Romance ou Dashboard Confessional. L'influence du hip-hop est nettement plus marqué à partir de l'album Blurryface (2015), qui apporte également des inspirations pop, reggae, voire dancehall ou encore breakbeat comme sur Lane Boy. Scaled and Icy (2021) introduit des sonorités plus standards pour de la musique rock, notamment de la guitare rythmique ou encore une guitare électrique avec un effet fuzz et un solo sur Never Take It.
Néanmoins, le groupe n'entend pas s'associer à un genre spécifique et préfère surprendre les auditeurs à chaque chanson. S'inspirant de plusieurs genres musicaux passant par l'électro, le rock, la pop, le rap, le folk, la funk ou l'indie pop, le parolier et compositeur du groupe Tyler Joseph mêle des paroles psychodramatiques et introspectives à des arrangements de piano, une énergie hard rock ou des ballades au ukulélé. Le style rap de Joseph est souvent comparé à celui de Macklemore ou d'Eminem.
Le duo compose sa musique en utilisant des instruments comme la basse, le ukulélé, le piano et la batterie. Inhabituel pour une formation dite rock, la guitare est remplacé par le synthétiseur : logiciels et claviers produisent des boucles de sons électroniques programmés en lieu et place de riffs. Concernant les percussions, Josh Dun opère avec un percussion pad mais sa reconnaissance est surtout due à sa vitalité derrière sa batterie. Ils utilisent notamment un MacBook Pro depuis la scène d'où ils lancent leurs créations, montages et autres accompagnements musicaux, en utilisant des logiciels comme Main Stage et Logic Pro.[réf. nécessaire]
Karl Hagstrom Miller, professeur en histoire et musicologie à l'université de Virginie aux États-Unis, cite Twenty One Pilots comme un exemple caractéristique de l'évolution des groupes modernes en passant de la formation traditionnelle guitare-basse-batterie de la musique punk-rock à « d'autres configurations de collaboration musicale ».

## Membres

### Membres actuels
- Tyler Joseph : chant, piano, clavier, ukulélé, basse, guitare, tambourin (depuis 2009)
- Josh Dun : percussions, trompette (depuis 2011)

### Anciens membres
- Nick Thomas : guitare, basse, piano, clavier, chœur (2009 - 2011)
- Chris Salih : percussions (2009 - 2011)

## Discographie
- 2009 : Twenty One Pilots
- 2011 : Regional at Best
- 2013 : Vessel
- 2015 : Blurryface
- 2018 : Trench
- 2021 : Scaled and Icy
- 2024 : Clancy
- 2025 : Breach

## Tournées
- 2011 : Regional At Best Tour
- 2012 : Mostly November Tour
- 2014 : Quiet Is Violent Tour
- 2015 - 2016 : Blurryface Tour
- 2016 - 2017 : Emotional Roadshow World Tour
- 2018 - 2019 : The Bandito Tour
- 2021 - 2022 : TAKEØVER TOUR
- 2022 : The Icy Tour
- 2024 - 2025 : The Clancy World Tour

## Récompenses
- 2015 : Alternative Press Music Awards : artiste de l'année
- 2016 : Alternative Press Music Awards : album de l'année pour Blurryface[68]
- 2016 : Billboard Music Awards : Top Rock Album pour Blurryface[68]
- 2016 : Billboard Music Awards : Top Rock Artist
- 2016 : MTV Video Music Awards : meilleur clip vidéo rock avec Heathens[69]
- 2016 : MTV Europe Music Awards : meilleur alternatifs
- 2016 : MTV Europe Music Awards : meilleur concert
- 2016 : NRJ Music Awards : révélation internationale de l'année
- 2016 : American Music Awards : meilleur groupe/duo de pop/rock
- 2016 : American Music Awards : meilleurs artistes alternatifs
- 2016 : iHeartRadio Music Awards : artiste de rock alternatif de l'année
- 2016 : iHeartRadio Music Awards : chanson de rock alternatif de l'année pour Stressed Out
- 2016 : Kerrang! Awards : meilleure fanbase[70]
- 2017 :  Grammy Awards : meilleure performance d'un duo/groupe de pop pour Stressed Out
- 2017 : iHeartRadio Music Awards : meilleur groupe/duo de pop/rock
- 2017 : iHeartRadio Music Awards : artiste de rock alternatif de l'année
- 2017 : Kids' Choice Awards : nouvel artiste musical préféré
- 2017 : MTV Video Music Awards : meilleure clip vidéo rock avec Heavydirtysoul
- 2020 : American Music Awards : meilleur groupe rock[71]
- 2021 : iHeartRadio Music Awards : chanson de rock alternatif de l'année pour Level of Concern[72]
- 2021 : iHeartRadio Music Awards : artiste de rock alternatif de l'année[72]
- 2025 : American Music Awards : meilleur artiste rock[73]
- 2025 : American Music Awards : meilleur album rock pour Clancy[73]

## Concert virtuel
En 2021, le groupe lance une expérience de concert virtuel sur la plate-forme de jeu vidéo en ligne Roblox. Le show appelé The Twenty One Pilots Concert Experience dure une vingtaine de minutes et permet aux joueurs de se déplacer dans un univers interactif tout en écoutant plusieurs musiques interprétées par les avatars virtuels de Tyler Joseph et Josh Dun,,. Pendant les jours précédant l'évènement, les joueurs pouvaient explorer un monde créé spécialement pour l'occasion où ils pouvaient récupérer des éléments de personnalisation sur le thème du groupe pour leur personnage.
L'ordre des titres des chansons jouées est différent en fonction du choix des joueurs à l'exception du titre de la chanson d'introduction :
- Saturday (toujours joué en premier)
- The Outside
- Heathens
- Stressed Out
- Car Radio

## Filmographie
- 2022 : Twenty One Pilots Cinema Experience

#### Ouvrage académique
- Thibaut Manderlier, sous la direction de Sébastien Fevry. « In Trench I’m Not Alone » : la hiérarchie transmédia du groupe Twenty One Pilots et de son album Trench. Mémoire de master en Information et communication, 2024, 122 p[78].